# Amy Hewes
Amy Hewes (geboren als 8. September 1877 in Baltimore; gestorben 25. März 1970 in Ossining, New York) war eine US-amerikanische Soziologin und Ökonomin.   

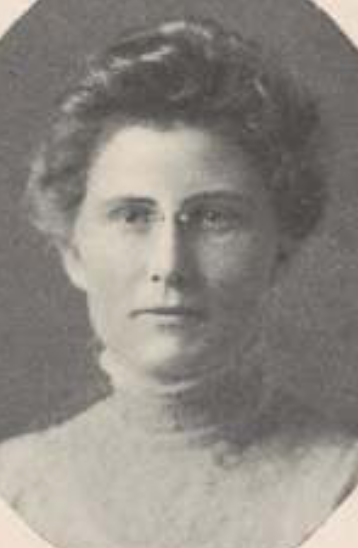
Amy Hewes (1910)

## Leben
Amy Hewes war eine Tochter des Edwin Hewes und der Martha Gardner. Sie besuchte das Goucher College und erhielt 1897 einen B.A. Sie hielt sich dann für ein Jahr an der Berliner Universität auf. Zurück in den USA ging sie an die University of Chicago, um dort als Fellow das neue Fach Soziologie zu studieren. 1903 wurde sie in Chicago mit der Dissertation The Part of Invention in the Social Process promoviert. Ihren Wunsch auf eine akademische Karriere im Umfeld der Chicago School konnte sie nicht realisieren, der Soziologe Albion Woodbury Small konnte oder wollte ihr nur eine schlecht bezahlte Stelle als Deutschlehrerin anbieten. Sie jobbte derweil beim Verlag Underwood in New York und fand 1905 eine Stelle als Instrukteurin am Frauencollege Mount Holyoke. Hewes erhielt dort 1909 eine Professur und reüssierte als Ökonomin in sozialökonomischen Projekten. 
Hewes engagierte sich von 1913 bis 1915 in der Massachusetts Minimum Wage Commission und in der Folge in einer Vielzahl von Organisationen, Regierungsausschüssen zum Thema Arbeitsbedingungen, Frauenarbeit, soziale Sicherung und Arbeitslosigkeit. 1917 untersuchte sie die Lage der Frauen in Munitionsfabriken in den USA, 1926 verfasste sie eine Untersuchung über die Lage im britischen Bergbau, 1927 und 1931 reiste sie zu Forschungszwecken in die Sowjetunion.
Hewes wurde 1943 emeritiert, blieb aber noch 20 Jahre in der Ausbildung insbesondere von Sozialarbeitern tätig. 1962 wurde sie vom Arbeitsminister Arthur Goldberg für ihre Bemühungen zur Verbesserung der Lage der Lohnabhängigen in den USA ausgezeichnet.  
Sie starb in einem Altersheim in Ossining, Bundesstaat New York.

## Schriften (Auswahl)
- (Hrsg.): Industrial Homework in Massachusetts, Boston: Women’s Educational and Industrial Union, 1915
- Women as Munition Makers, New York: The Russell Sage Foundation, 1917
- Labor conditions in Soviet Russia, Journal of Political Economy, 28, 774–81, 1920
- Russian wage systems under Communism, Journal of Political Economy, 30, 274–8, 1922
- Guild Socialism: a two years’ test, American Economic Review, 12, 209–37, 1922
- The changing structure of the bargaining unit of labour, Quarterly Journal of Economics, 39, 612–34, 1924
- (Hrsg.): Women Workers and Family Support: A Study made by Students in the Economics Courses at Bryn Mawr Summer School, Washington: Government Printing Office, 1925
- The task of the English Coal Commission, Journal of Political Economy, 34, 1–12, 1926
- (Hrsg.): Changing Jobs: A Study made by the Students in the Economics Courses at the Bryn Bawr Summer School, Washington: Government Printing Office, 1926
- The Contribution of Economics to Social Work, New York: Columbia University Press for the New York School of Social Work, 1930
- The transformation of Soviet trade unions, American Economic Review, 22, 605–19, 1932
- (Hrsg.): Women Workers in the Third Year of the Depression: A Study made by Students in the Economics Courses at the Bryn Mawr Summer School, Washington: Government Printing Office, 1933
- Round table on problems in the teaching of economics, American Economic Review, 30, 107–9, 1940
- Labor’s Aims in War and Peace, New York: Commission to Study the Organization of Peace, 1944